# Глушковы
Глушко́вы — древний русский дворянский род, восходящий к началу XVII века и владевший поместьями в Рязанском уезде.
Потомство Данилы Глушкова († до 1594) и его внука Ивана Фёдоровича, за которым (1628) состояло поместье деда и отца в д. Лутовиновская (Тонкачево) и Ларинской п., записано в VI часть родословной книги Рязанской губернии, но Герольдией не утверждено в древнем дворянстве. Потомки Ивана Фёдоровича жили в Поволжье.

## История рода
Вдова Данилы Глушкова  —   Мария с сыном Фёдором владели в 1590-х годах поместьем в Рязанском уезде. Михаил, Степан, Иван и Емельян Фёдоровичи владели поместьями в Рязанском уезде (1628-1630). Афанасий Дмитриевич вёрстан новичным окладом по Курску (1628), службу нёс на мерине, с пищалью и саблей (1642). Богдан Глушков служил по Путивлю (1659). Сын боярский Фёдор Глушков вёрстан землёю в Яблоновском уезде (1659-1660).